# Championnats du monde de VTT marathon 2019
Navigation
2018 2020
Les championnats du monde de VTT marathon 2019 ont lieu le 22 septembre 2019 à Grächen en Suisse. C'est la première fois depuis l'édition inaugurale disputée en 2003 à Lugano, que la Suisse accueille ces championnats.
L'épreuve masculine est tracée sur 94 kilomètres avec plus de 4 000 mètres de dénivelée, tandis que celle des féminines est tracée sur 70 kilomètres avec plus de 3 500 mètres de dénivelée.

## Podiums
| Épreuves | Or                     | Argent         | Bronze         |
| -------- | ---------------------- | -------------- | -------------- |
| Hommes   | Leonardo Páez          | Kristián Hynek | Samuele Porro  |
| Femmes   | Pauline Ferrand-Prévot | Blaža Pintarič | Robyn de Groot |